# Ladislav Votruba
Ladislav Votruba (6. května 1914 Radlice u Prahy – 1. října 2002 Praha), byl český stavební inženýr-vodohospodář, vyučující na ČVUT, Stavební fakultě, katedře hydrotechniky.

## Život
Na Stavební fakultě ČVUT působil plných padesát roků. Po vynikajícím absolutoriu Vysoké školy inženýrského stavitelství při ČVUT působil na Ústavu vodních nádrží a využití vodní energie. Po uzavření vysokých škol v roce 1939 za protektorátu pak na stavbě přečerpávací vodní elektrárny Štěchovice. Po skončení 2. světové války pokračoval na ČVUT v Praze v pedagogické a organizátorské práci i ve výzkumu. Zaměřoval se na řadu oblastí vodohospodářské a hydrologické vědy a inženýrských staveb. Byl ženatý.
Na Fakultě inženýrského stavitelství (později přej. Fakultě stavební) byl v několika funkčních obdobích děkanem, popř. proděkanem Stavební fakulty pro vodní stavby a vodní hospodářství a členem vědeckých rad rektorátu ČVUT. V sedmdesátých letech byl vedoucím Katedry hydrotechniky Stavební fakulty ČVUT v Praze.

## Vědecká a pedagogická činnost
Po dlouhá léta své pedagogické činnosti přednášel řadu profilových předmětů zaměřených na vodní stavby, soustavy a přehradní komplexy, z nichž mnohé vůbec jako první koncipoval a prosadil jejich zavedení do vědy a školství. Jeho výukou prošlo mnoho vědeckých pracovníků. Podílel se na práci Komise pro vodní hospodářství ČSAV. Hydrologické a vodohospodářské vědě přispěl zejména aplikací pravděpodobnostních metod a teorií spolehlivosti na vodohospodářská řešení, systémovým přístupem k vodohospodářským soustavám, teorií teplotního a ledového režimu na hydrotechnických dílech. V oboru hydrotechnických staveb se nejprve zabýval využitím vodní energie a vodními elektrárnami, ale později věnoval svůj zájem postupně otázkám nádrží a přehrad, ať již šlo o vodohospodářská řešení, betonové či sypané přehrady, moderní technologie a materiály pro výstavbu přehrad, odkaliště, technicko-bezpečnostní dohled na vodních dílech, zimní provoz vodních toků a vodních děl a další.

## Mezinárodní působení
Stal se předsedou Československého přehradního výboru (později byl zvolen čestným předsedou Českého přehradního výboru) a v 70. letech 20. století byl zvolen viceprezidentem prestižní Mezinárodní přehradní komise. Mezinárodní věhlas získal mimo jiné účastí na expertizách po katastrofě vodního díla Vajont v Itálii v šedesátých letech.
V Československu založil úspěšnou tradici odborných konferencí s mezinárodní účastí, tzv. Přehradních dnů. V poslední době se pak zvláště intenzivně věnoval dějinám vědy a techniky se zaměřením na obory vodního hospodářství a vodního stavitelství a environmentálním otázkám vodního hospodářství a vodohospodářské výstavby.

## Publikační činnost
Po 2. světové válce se spolupodílel na sepsání Rusko-českého stavebního slovníku, sestavil s T. Kohoutem Rejstřík časopisů Vodní hospodářství a Voda za léta 1951 až 1962. Je autorem, popř. spoluautorem mnoha učebnic, monografií a dalších knižních publikací, které patří ke stěžejním dílům české odborné vodohospodářské, zejména hydrotechnické literatury, které našly velkou odezvu i v cizině, některé byly přeloženy do angličtiny či ruštiny, např. Hospodaření s vodou v nádržích, Vodohospodářské soustavy, Spolehlivost vodohospodářských děl.

## Přínos vědě
Přínos Ladislava Votruby v oblasti pravděpodobnostních metod řešení nádrží spočívá zejména v aplikaci teorie pravděpodobnosti, náhodných jevů a teorie spolehlivosti, hluboké analýze zabezpečenosti při řešeních přehradních nádrží, v rozpracování některých metod generování syntetických průtokových řad (např. Svanidzeho metody fragmentů), v rozvinutí řešení různých funkcí nádrží a jejich vzájemných vztahů. Tím položil základy pravděpodobnostních koncepcí řešení vodohospodářských problémů, které dnes patří k základním a samozřejmým metodickým přístupům ve vodním hospodářství.
Prosadil se spolupracovníky řešení vodohospodářských soustav v rámci tehdejšího státního plánu základního výzkumu (1976–1990), což umožnilo státní finanční podporu pro Stavební fakultu, směr Vodní stavby a vodní hospodářství ČVUT, možnost zahraničních cest některým vyučujícím a účast na výzkumu v zahraničí a přísun informací z mnoha podniků v Československu, odbornou spoluúčast vodohospodářských kateder ČVUT při aplikaci výzkumných řešení do praxe.
Otázky zabezpečenosti vodohospodářských soustav při vodohospodářských řešeních rozšířil o aplikaci teorií spolehlivosti na technické prvky a změny stavů s teplotou a v čase v komplexu širokého geograficky ohraničeného prostoru. Zabýval se vodohospodářskou prognostikou, aplikoval v ní matematické metody a postupy, s parametry času a teploty. Vycházel z praktických problémů teplotního a zimního režimu vodních toků, nádrží a vodních děl, např. zimního režimu vodních elektráren, ledového režimu přiváděčů a potrubí a výzkumu ledové zácpy a nápěchů.
Přispíval ke sblížení stanovisek techniků, vodohospodářů a ekologů, např. jako iniciátor a účastník konferencí Voda pro příští generace (2000, 2001), publikací Vztahy mezi vodním hospodářstvím a přírodou v České republice, knihou Rozvíjení tvůrčí činnosti techniků. Významně přispěl do rozměrné encyklopedie Technické památky České republiky.
Celé jeho životní dílo v oblasti vědy zaměřené na vodní stavby, vlivy klimatu a hospodaření s vodou je výsledkem obdivuhodné píle, houževnatosti. Dle názoru profesora Nacházela a A. Patery byl nestorem dalších generací českých vodohospodářů. Na jeho práce odkazuje například profesor Miloš Starý VUTB v knize Hydrologie. Někteří relativní malou početnost jiných odborných publikací od jiných autorů v této oblasti přičítají vnější politické situaci, že jeho dílo spadá do poválečné doby a doby normalizace, kdy na ČVUT i jiných vysokých školách byli někteří vyučující zvýhodňováni a jiní diskriminováni, tvůrčí činnost a publikační práva nebyla fakticky svobodná, byla cenzurována podle rozhodnutí politického grémia KSČ.